# Bataille de Lens, 20 août 1648
La Bataille de Lens, 20 août 1648 est un tableau de Jean-Pierre Franque, peint en 1835. Il s'agit de l'une des œuvres visibles dans la galerie des batailles, au château de Versailles, en France.

## Description
La Bataille de Lens est une huile sur toile, de 4,65 m de haut sur 5,43 m de long. Elle représente une scène de la bataille de Lens, en 1648, remportée par l'armée française.
Le point de vue se concentre sur le militaire qui mène les opérations, le général Louis II de Bourbon-Condé, qui monte un cheval blanc. Par son épée, il donne l'ordre de lancer l'assaut contre un ennemi qui fuit.

## Localisation
L'œuvre est située dans la galerie des batailles, dans le château de Versailles. Les toiles de la galerie étant disposées par ordre chronologique, elle est placée entre celle représentant la bataille de Rocroi (1643) et celle de la bataille des Dunes (1658).

## Historique
En 1833, le roi Louis-Philippe, au pouvoir depuis trois ans, décide de convertir le château de Versailles en musée historique de la France. La galerie des batailles est inaugurée en 1837. Trente-trois toiles monumentales y sont disposées, dépeignant des épisodes militaires de l'histoire de France.
Jean-Pierre Franque (1774-1860) peint la toile en 1835. Cet artiste néo-classique répond à la commande royale par une œuvre qui dépeint peu le paysage où a lieu la bataille, mais glorifie le sens stratégique du chef militaire.